# Мось
Мось — малая река в Пермском крае, правый приток Мулянки. Протекает по территории Пермского муниципального района и впадает в Мулянку на расстоянии 27 км от её устья. Длина реки — 17 км. Код водного объекта Государственном водном реестре 10010101012111100013984.
Река Мось известна тем, что в её водах обитает одна из трёх популяций европейского хариуса (лат. Thymallus thymallus) — вида рыб отряда Лососеобразных, занесённого в Красную книгу Пермского края.